# Erbschaftsteuer-Durchführungsverordnung
Die Erbschaftsteuer-Durchführungsverordnung konkretisiert die in den §§ 33 und 34 des Erbschaftsteuer- und Schenkungsteuergesetzes verankerten Anzeigepflichten gegenüber dem Erbschaftsteuerfinanzamt.

## Vermögensverwalter
Vermögensverwahrer und Vermögensverwalter müssen die Anzeige gemäß einem Formular vornehmen, welches in der Verordnung festgelegt ist. Dabei gilt eine Geringfügigkeitsgrenze von 5.000 Euro.

## Namensaktien
Wer Aktien oder Schuldverschreibungen ausgegeben hat, die auf den Namen des Verstorbenen lauten, muss, sobald er einen Antrag auf Umschreibung der Aktien erhält, dem Erbschaftsteuerfinanzamt insbesondere die Stückzahl und den Nennbetrag der Aktien oder Schuldverschreibungen mitteilen.

## Versicherungen
Versicherungsunternehmen und Sterbekassen müssen die Anzeige gemäß einem Formular vornehmen, welches in der Verordnung festgelegt ist. Anzuzeigen sind alle Versicherungssummen und Leibrenten, die einem anderen als dem Versicherungsnehmer ausgezahlt werden sowie eventuelle Wechsel des Versicherungsnehmers vor Eintritt des Versicherungsfalls. Die Anzeige darf bei Kapitalversicherungen unterbleiben, wenn der auszuzahlende Betrag 5.000 Euro nicht übersteigt, sowie bei Leistungen aus Direktversicherungen.

## Standesämter
Standesämter müssen die bei ihnen eingetragenen Sterbefälle monatlich melden. Eine entsprechende Meldepflicht gilt auch für diplomatische Auslandsvertretungen, denen Sterbefälle von Deutschen bekannt werden.

## Gerichte und Notare
Gerichte und Notare müssen folgende Vorgänge melden:
- Toterklärung Verschollener
- Testamentseröffnungen
- Ausstellung von Erbscheinen
- Ausstellung von Testamentsvollstreckerzeugnissen
- Ausstellung von Zeugnissen über die Fortsetzung von Gütergemeinschaften
- Beschlussfassung über die Einleitung oder Aufhebung einer Nachlasspflegschaft oder Nachlassverwaltung
- Beurkundung von Vereinbarungen über die Abwicklung von Erbauseinandersetzungen
- Beurkundung von Schenkungen oder Zweckzuwendungen unter Lebenden

## Stiftungen
Bei Zuwendungen an Stiftungen oder juristische Personen ist die genehmigende Behörde meldepflichtig.